# Campeonato Profesional 1954
Il Campeonato Profesional 1954 fu la 7ª edizione della massima serie del campionato colombiano di calcio, e fu vinta dall'Atlético Nacional.

## Avvenimenti
Ultimo anno dell'El Dorado, che termina con il compimento della decisione ratificata dal "Patto di Lima", che aveva stabilito il ritorno dei giocatori stranieri giunti in Colombia dal 1949 alle rispettive squadre d'origine. Le compagini partecipanti passano da 12 a 10: si aggiungono Atlético Manizales e Independiente, lasciano Atlético Bucaramanga, Cúcuta, Junior e Sporting Barranquilla. In totale, 11 incontri non furono disputati: 7 di essi furono assegnati a tavolino a una delle due squadre, mentre altri 4 semplicemente non furono giocati, senza che in seguito venisse stabilito un risultato.

## Partecipanti
- América de Cali
- Atlético Manizales
- Atlético Nacional
- Boca Juniors de Cali
- Deportes Quindío
- Deportivo Cali
- Independiente Medellín
- Millonarios
- Santa Fe
- Unión Magdalena

## Classifica finale
|                     | Pos. | Squadra                | Pt | G  | V  | N | P  | GF | GS | DR  |
| ------------------- | ---- | ---------------------- | -- | -- | -- | - | -- | -- | -- | --- |
| Colombia (bandiera) | 1.   | Atlético Nacional      | 31 | 18 | 14 | 3 | 1  | 58 | 26 | +32 |
|                     | 2.   | Deportes Quindío       | 25 | 18 | 11 | 3 | 4  | 56 | 27 | +29 |
|                     | 3.   | Independiente Medellín | 24 | 18 | 11 | 2 | 5  | 48 | 24 | +24 |
|                     | 4.   | Atlético Manizales     | 20 | 18 | 8  | 4 | 6  | 31 | 34 | -3  |
|                     | 5.   | Millonarios            | 18 | 17 | 7  | 4 | 6  | 31 | 28 | +3  |
|                     | 6.   | Boca Juniors de Cali   | 15 | 16 | 6  | 3 | 7  | 32 | 32 | 0   |
|                     | 7.   | América de Cali        | 15 | 18 | 4  | 7 | 7  | 33 | 47 | -14 |
|                     | 8.   | Unión Magdalena        | 12 | 17 | 5  | 2 | 10 | 20 | 36 | -16 |
|                     | 9.   | Deportivo Cali         | 7  | 17 | 2  | 3 | 12 | 24 | 44 | -20 |
|                     | 10.  | Santa Fe               | 5  | 15 | 1  | 3 | 11 | 16 | 51 | -35 |

Legenda:
         Campione di Colombia 1954
Note:
Due punti a vittoria, uno a pareggio, zero a sconfitta.

## Risultati

### Tabellone
|                    | AME  | BOC   | CAL   | MAG   | MAN  | MED  | MIL  | NAL  | QUI  | SFE   |
| ------------------ | ---- | ----- | ----- | ----- | ---- | ---- | ---- | ---- | ---- | ----- |
| América            | –––– | 1-5   | 2-1   | 4-2   | 1-1  | 1-1  | 2-2  | 2-6  | 2-2  | 6-1   |
| Boca Juniors       | 4-1  | ––––  | 2-2   | 1-0   | 0-2  | 1-4  | 2-2  | 2-2  | 2-4  | [ 3 ] |
| Deportivo Cali     | 3-3  | 0-2   | ––––  | 1-0   | 2-1  | 0-1  | 1-3  | 3-4  | 1-3  | 2-1   |
| Unión Magdalena    | 1-0  | 4-2   | 3-0   | ––––  | 1-2  | 1-0  | 0-1  | 0-1  | 1-4  | 2-2   |
| Atlético Manizales | 0-0  | 0-4   | 5-2   | 1-0   | –––– | 2-5  | 2-0  | 2-5  | 2-2  | 2-2   |
| Ind. Medellín      | 6-1  | 3-1   | 4-2   | 1-0   | 6-1  | –––– | 0-2  | 2-2  | 5-4  | 6-0   |
| Millonarios        | 1-2  | 1-0   | 2-2   | [ 3 ] | 2-4  | 2-1  | –––– | 1-1  | 3-5  | 6-0   |
| Atlético Nacional  | 5-2  | 3-4   | 2-1   | 8-1   | 2-1  | 1-0  | 3-2  | –––– | 1-0  | 2-0   |
| Deportes Quindío   | 3-3  | 3-0   | 5-2   | 6-0   | 0-1  | 2-1  | 3-0  | 1-2  | –––– | 3-1   |
| Santa Fe           | 3-0  | [ 3 ] | [ 3 ] | 3-3   | 0-2  | 1-2  | 0-1  | 2-8  | 0-6  | ––––  |

## Statistiche

### Primati stagionali
Record
- Maggior numero di vittorie: Atlético Nacional (14)
- Minor numero di sconfitte: Atlético Nacional (1)
- Miglior attacco: Atlético Nacional (58 reti fatte)
- Miglior difesa: Independiente Medellín (24 reti subite)
- Miglior differenza reti: Atlético Nacional (+32)
- Maggior numero di pareggi: América (7)
- Minor numero di vittorie: Santa Fe (1)
- Maggior numero di sconfitte: Deportivo Cali (12)
- Peggiore attacco: Santa Fe (16 reti fatte)
- Peggior difesa: Santa Fe (51 reti subite)
- Peggior differenza reti: Santa Fe (-35)
- Partita con più reti: Santa Fe-Atlético Nacional 2-8

### Classifica marcatori
| Gol |  |  | Giocatore        | Squadra                |
| --- |  |  | ---------------- | ---------------------- |
| 21  |  |  | Carlos Gambina   | Atlético Nacional      |
| 19  |  |  | Antonio Sacco    | Independiente Medellín |
| 14  |  |  | Mario Garelli    | Deportes Quindío       |
| 11  |  |  | Rubén Padín      | Atlético Manizales     |
| 11  |  |  | Alberto Cazaubón | Deportes Quindío       |
| 10  |  |  | Alfredo Mosquera | Atlético Nacional      |
| 10  |  |  | Roberto Urruti   | Deportes Quindío       |
| 9   |  |  | Antony Franjić   | Santa Fe               |
| 9   |  |  | Fernando Rengifo | Boca Juniors de Cali   |
| 8   |  |  | Elger Alarcón    | Deportes Quindío       |